# География на Тунис
Тунис е държава в Северна Африка, заемаща част от южното крайбрежие на Средиземно море и части от пустинята Сахара. На югоизток Тунис граничи с Либия (дължина на границата – 459 km), а на запад – с Алжир (1140 km). Общата дължина на сухоземните граници е 1599 km. На север и изток се мие от водите на Средиземно море с дължина на бреговата линия 1148 km. Дължина от север на юг 790 km, ширина до 380 km В тези си граници заема площ от 163 610 km² (91-во място по площ в света). На север бреговете на Тунис са високи, на места отвесни, а на изток са ниски и с множество лагуни (Бизерта, Бу Грара, Ал Бибан и др.). Има три големи залива: Туниски, Хамамед и Габес и три големи острова: Джерба, Шерги и Гарби. Населението към 1 януари 2020 г. е 11 708 000 души. Столица е град Тунис.
Територията на Тунис се простира между 30°14′ и 37°21′ с.ш. и между 7°31′ и 11°36′ и.д. Крайните точки на страната са следните:
- крайна северна точка – 37°20′49″ с. ш. 9°44′32″ и. д. / 37.346944° с. ш. 9.742222° и. д., на границата с тунис, нос Бен Сека, на брега на Средиземно море, най-северната точка на Африка.
- крайна южна точка – 30°13′41″ с. ш. 9°33′23″ и. д. / 30.228056° с. ш. 9.556389° и. д., на границата с Алжир и Либия, при селището Борж ал Кадра.
- крайна западна точка – 33°54′19″ с. ш. 7°31′20″ и. д. / 33.905278° с. ш. 7.522222° и. д., на границата с Алжир.
- крайна източна точка – 32°31′05″ с. ш. 11°35′57″ и. д. / 32.518056° с. ш. 11.599167° и. д., на границата с Либия.[2]

## Релеф, геоложки строеж, полезни изкопаеми
Релефът на Тунис е предимно равнинно-хълмист. Около 1/3 от неговата територия (главно на северозапад и запад) е заета от планините на Атлас – източните разклонения на Тел Атлас (1202 m) и Сахарски Атлас (хребетите Тебеса и Туниски). В западната част на Туниския хребет се издига връх Шамби (1544 m), най-високата точка на Тунис. Между планините на Тел Атлас и Сахарски Атлас са разположени платата Северен и Висок Тел. Останалите райони от северната част на страната се заемат от Туниската низина (Долен Тел) на север и Туниски Сахел на юг. В централните части на Тунис се намират безотточните солончакови низини – шоти – Шот ал Гарса (1300 km², тук се намира най-ниската точка на страната – -17 m под морското равнище), Шот Джерид (около 5000 km²) и др., обградени на север от планини. На югоизток планината Демер (Ксур, 713 m) отделя бреговата низина на североизток от хълмистите равнини на югозапад, заети от чакълестите и каменистите пустини на Сахара. В крайния юг е разположена пясъчната пустиня Рмел ал Абиод, представляваща северния край на пустинята Голям Източен Ерг.
В геоложко отношение територията на Тунис може да се раздели на две части: северна – заета от нагънато-покривната синклинала на Тел Атлас и авлакогена Берберид в Туниски Атлас, и южна – платформена (Сахарската плоча). В геоложките седиментни покриващи страната могат да се идентифицират следните пластове от долу нагоре: варовиково-пясъчен от горния перм; соленоносно-гипсоносен и карбонатно-теригенен от триаса (дебелина до 1500 m); карбонатен от юрата (1500 m); карбонатно-теригенен от кредата (8000 m); варовиков от палеогена (500 m) и червеноцветно-теригенен от неогена (1500 m ). Тектонските деформации в Телски и Туниски Атлас са предимно олигоцено-миоценска възраст.
Находищата на полезните изкопаеми на Тунис са свързани предимно с кредните наслаги в авлакогена Берберид – железни руди (в Джериса) с общи запаси около 55 млн. т и палеогеновите наслаги в авлакогена в северните части на Сахарската плоча – фосфорити (1,2 млрд. т, Редееф, Гафса и др.). Находищата на нефт (запаси около 123 млн. т) и природен газ (около 42,5 млрд. m³) основно са привързани към триаските и кредните седименти на Сахарската плоча, с най-големи разработки в Ел Борма. Перспективни са и находищата в шелфовата зона на Средиземно море. Други по-важни полезни изкопаеми са находищата на олово (360 хил. т) и цинк (200 хил. т) в авлакогена, живак (700 т) в Тел Атлас, флуорит (5 млн. т), барит (1,9 млн. т), манган и калиеви соли. Най-голямо икономическо значение за страната имат находищата на фосфорити.

## Климат, води
Климатът на Тунис е предимно субтропичен, средиземноморски, с горещо и сухо лято и относително прохладна и влажна зима. В крайният юг на страната той е тропичен, пустинен, с често духащите горещи ветрове сироко, идващи от Сахара. Средната януарска температура на север е 10°С, средната юлска 26°С, а на юг съответно 21°С и 33°С. Най-голямо количество валежи падат по северните склонове на Тел Атлас (1000 – 1500 mm), в останалите части на планината от 400 до 600 mm, а на юг от Туниския хребет – 100 – 200 mm. Количеството на валежите силно се колебае през отделните години и често създава угроза за земеделската реколта.
По-голямата част от реките на Тунис са временни от типа на уадите. най-голямата и постоянно течаща река в страната е Меджерда (460 km), извираща от Алжир. Нейните води широко се използват за хидроенергийни и иригационни цели. В най-северната част са разположени соленото езеро Бизерта (120 km², древен морски залив) и сладководното Гариет Ашкел (100 km²).

## Почви, растителност, животински свят
Почвено-растителната покривка на Тунис се отнася предимно към средиземноморския тип. На север преобладават разновидности на кафявите карбонатни почви на сухите гори и храсти, в планините на Атлас – кафявите горски и слабо оподзолени почви, а на юг – сиво-кафявите засолени почви на полупустините, и примитивните почви на пустините. Естествената растителност е силно деградирала. В планинските райони и по крайбрежието се срещат отделни участъци с маквиси, а по най-високите части на планините – гори от корков и каменен дъб, алепски бор, туя. В равнините преобладава тревистата растителност с пелин и сухолюбиви треви (в т.ч. тревата алфа), а в полупустините – солянката. По долините на уадите вирее акация, драка, тамариск. В пустините на отделни места се срещат ефемерни треви, вегетиращи след редките епизодични дъждове.
От едрите бозайници в северната част на Тунис са се съхранили пантера, дива свиня, муфлон. За полупустинните райони са характерни хищниците: каракал, гепард, чакал, ивичеста хиена, лисица и др. и обилие от гризачи. Многочислени и разнообразни са птиците, в т.ч. хищни и прелетни. има и много влечуги. от насекомите особено опасни за селското стопанство са скакалците саранча. Във водите на Средиземно море обитават промишлените видове риби: сардина, тон, селда, анчоус и др.